# Saint-Martin-de-la-Cluze
Pour les articles homonymes, voir Saint-Martin.
Saint-Martin-de-la-Cluze est une commune française située dans le département de l'Isère, en région Auvergne-Rhône-Alpes.
Ses habitants sont appelés les « Saint-Martinous ».

## Géographie

### Situation et description
La commune de Saint-Martin-de-la-Cluze est située dans la partie méridionale du département de l'Isère, plus précisément au nord du Trièves, entre Vif et Monestier-de-Clermont. La commune, coupée par un chaînon montagneux formé par les sommets de la Rochette et de la Lissière, forme deux parties distinctes : la partie ouest, au sein de la vallée de la Gresse, traversée par l'autoroute A51, la départementale 1075 et la ligne des Alpes, et la partie orientale où se trouvent les hameaux de Pâquier et de La Salle sur un plateau surplombant la vallée du Drac et le lac de Notre-Dame-de-Commiers.
La commune est située à 30 km au sud de Grenoble et fait partie de son aire urbaine.
Traversée par le 45e parallèle nord, la commune est de ce fait située à égale distance du pôle Nord et de l'équateur terrestre (environ 5 000 km). Un panneau sur la D 1075 (ancienne Nationale 75) en signale le franchissement.

### Communes limitrophes
| Le Gua            | Vif                      | Notre-Dame-de-Commiers |
|                   | Saint-Martin-de-la-Cluze | Monteynard             |
| Miribel-Lanchâtre | Sinard                   | Avignonet              |

### Climat
Pour des articles plus généraux, voir Climat d'Auvergne-Rhône-Alpes et Climat de l'Isère.
En 2010, le climat de la commune est de type climat des marges montargnardes, selon une étude du Centre national de la recherche scientifique s'appuyant sur une série de données couvrant la période 1971-2000. En 2020, Météo-France publie une typologie des climats de la France métropolitaine dans laquelle la commune est exposée à un climat de montagne ou de marges de montagne et est dans une zone de transition entre les régions climatiques « Alpes du nord » et « Alpes du sud ». 
Pour la période 1971-2000, la température annuelle moyenne est de 9,7 °C, avec une amplitude thermique annuelle de 17,7 °C. Le cumul annuel moyen de précipitations est de 1 083 mm, avec 10,1 jours de précipitations en janvier et 6,3 jours en juillet. Pour la période 1991-2020, la température moyenne annuelle observée sur la station météorologique de Météo-France la plus proche, « Monestier », sur la commune de Monestier-de-Clermont à 7 km à vol d'oiseau, est de 9,9 °C et le cumul annuel moyen de précipitations est de 1 062,6 mm,. Pour l'avenir, les paramètres climatiques de la commune estimés pour 2050 selon différents scénarios d'émission de gaz à effet de serre sont consultables sur un site dédié publié par Météo-France en novembre 2022.

### Hydrographie
La partie orientale du territoire de la commune est bordée par le Drac, un des principaux affluents de l'Isère qu'il rejoint à Grenoble. La partie occidentale, quant à elle, est délimitée par le cours de la Gresse qui s'écoule dans sa vallée jusqu'à la plaine de Reymure où elle conflue avec le Drac.

### Voies de communication

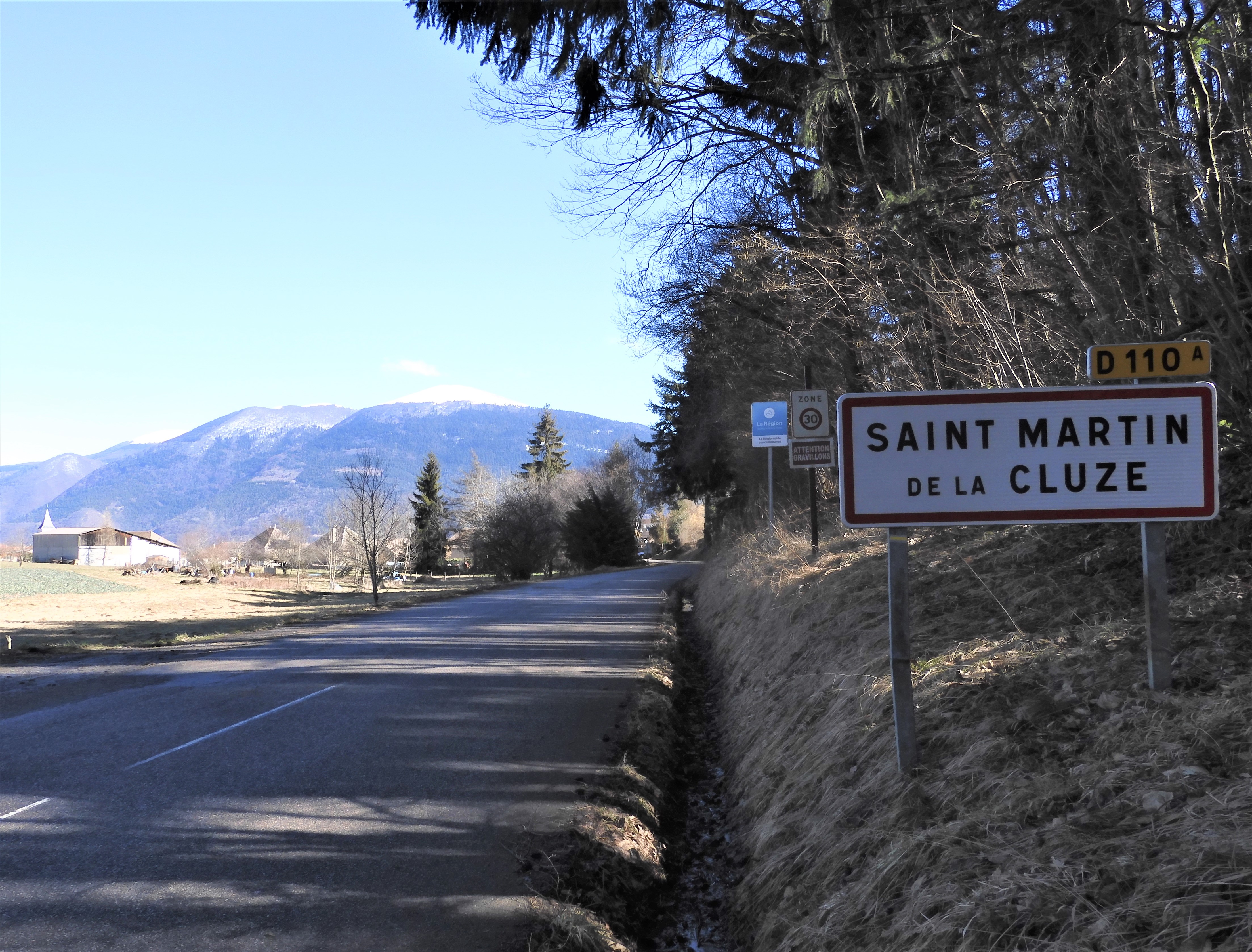
Entrée de Saint-Martin de la Cluze

La commune est aussi traversée par l'ancienne route nationale 75 (actuelle RD 1075, qui relie Grenoble à Sisteron).

## Urbanisme

### Typologie
Au 1er janvier 2024, Saint-Martin-de-la-Cluze est catégorisée commune rurale à habitat dispersé, selon la nouvelle grille communale de densité à sept niveaux définie par l'Insee en 2022.
Elle est située hors unité urbaine. Par ailleurs la commune fait partie de l'aire d'attraction de Grenoble, dont elle est une commune de la couronne,. Cette aire, qui regroupe 204 communes, est catégorisée dans les aires de 700 000 habitants ou plus (hors Paris),.

### Occupation des sols
L'occupation des sols de la commune, telle qu'elle ressort de la base de données européenne d’occupation biophysique des sols Corine Land Cover (CLC), est marquée par l'importance des forêts et milieux semi-naturels (53,9 % en 2018), une proportion identique à celle de 1990 (53,9 %). La répartition détaillée en 2018 est la suivante :
forêts (53,9 %), prairies (16,2 %), zones agricoles hétérogènes (16 %), terres arables (9,6 %), eaux continentales (4,3 %). L'évolution de l’occupation des sols de la commune et de ses infrastructures peut être observée sur les différentes représentations cartographiques du territoire : la carte de Cassini (XVIIIe siècle), la carte d'état-major (1820-1866) et les cartes ou photos aériennes de l'IGN pour la période actuelle (1950 à aujourd'hui).

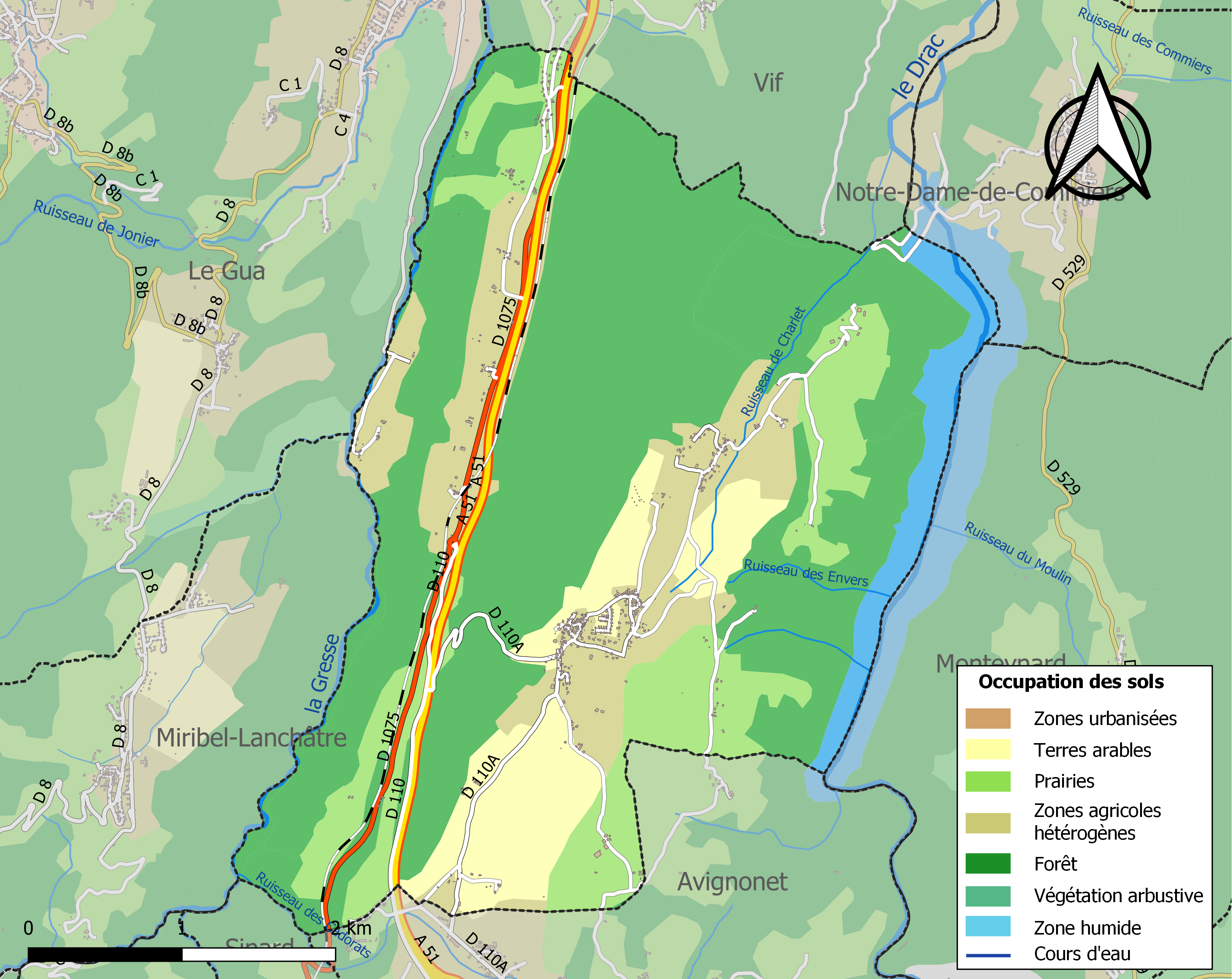
Carte des infrastructures et de l'occupation des sols de la commune en 2018 (CLC).

### Lieux-dits et écarts
La commune compte plusieurs hameaux dont :
- Essart-Garin (côté vallée de la Gresse),
- la Cognelle (côté vallée de la Gresse),
- la Salle,
- le Coin,
- les Benêts,
- les Bétons,
- les Brets (côté vallée de la Gresse),
- les François,
- les Gaillardons,
- les Ridas,
- les Silvains,
- les Vaux,
- Pâquier.

### Risques naturels et technologiques

#### Risques sismiques
L'ensemble du territoire de la commune de Saint-Martin-de-la-Cluze est situé en zone de sismicité no 4 (sur une échelle de 1 à 5), mais en bordure occidentale de la zone no 3.
| Type de zone | Niveau            | Définitions (bâtiment à risque normal) |
| ------------ | ----------------- | -------------------------------------- |
| Zone 4       | Sismicité moyenne | accélération = 1,6 m/s2                |

## Histoire

### Moyen Âge
Au Moyen Âge, La Cluse est le siège d'une seigneurie. L'enquête de 1339, signale au lieu-dit la Cluse la présence d'une maison forte : « Prima locus de Clusa ubi est locus fortis et quamdam turris » (ADI B 3120, f° 95 v°).

### Autres périodes
Jusqu'en 1970, la commune s'appelait La Cluze-et-Pâquier, du nom des deux communes éphémères fusionnées avant 1794 : La Cluze (ou La Cluse) et Pâquier.
La proximité de Grenoble et le développement des moyens de communication expliquent le doublement récent de sa population en une vingtaine d'années.

## Politique et administration

### Liste des maires
| Période                                  | Période           | Identité          | Étiquette | Qualité                              |
| ---------------------------------------- | ----------------- | ----------------- | --------- | ------------------------------------ |
| 1955                                     | 1959              | Alexandre Blardon |           |                                      |
| 1959                                     | 1985              | Raymond Gorde     |           |                                      |
| 1985                                     | mars 1995         | Robert Commerot   |           |                                      |
| mars 1995                                | mars 2001         | Albert Cuchet     |           |                                      |
| mars 2001                                | septembre 2013    | Robert Riotton    | MPF       |                                      |
| mars 2014                                | mars 2019 (décès) | Joël Cavret       | SE        | Retraité ingénieur électrotechnicien |
| 2019                                     | 2020              |                   |           |                                      |
| 2020                                     | En cours          | Hélène Rossi      |           |                                      |
| Les données manquantes sont à compléter. |                   |                   |           |                                      |

## Population et société

### Démographie
L'évolution du nombre d'habitants est connue à travers les recensements de la population effectués dans la commune depuis 1793. Pour les communes de moins de 10 000 habitants, une enquête de recensement portant sur toute la population est réalisée tous les cinq ans, les populations de référence des années intermédiaires étant quant à elles estimées par interpolation ou extrapolation. Pour la commune, le premier recensement exhaustif entrant dans le cadre du nouveau dispositif a été réalisé en 2005.

En 2022, la commune comptait 749 habitants, en évolution de +5,05 % par rapport à 2016 (Isère : +3,07 %, France hors Mayotte : +2,11 %).
| 1793 | 1800 | 1806 | 1821 | 1831 | 1836 | 1841 | 1846 | 1851 |
| ---- | ---- | ---- | ---- | ---- | ---- | ---- | ---- | ---- |
| 539  | 550  | 643  | 637  | 698  | 761  | 788  | 791  | 856  |

| 1856 | 1861 | 1866 | 1872 | 1876 | 1881 | 1886 | 1891 | 1896 |
| ---- | ---- | ---- | ---- | ---- | ---- | ---- | ---- | ---- |
| 754  | 770  | 760  | 688  | 688  | 663  | 655  | 594  | 539  |

| 1901 | 1906 | 1911 | 1921 | 1926 | 1931 | 1936 | 1946 | 1954 |
| ---- | ---- | ---- | ---- | ---- | ---- | ---- | ---- | ---- |
| 535  | 510  | 454  | 456  | 435  | 418  | 408  | 383  | 331  |

| 1962 | 1968 | 1975 | 1982 | 1990 | 1999 | 2005 | 2006 | 2010 |
| ---- | ---- | ---- | ---- | ---- | ---- | ---- | ---- | ---- |
| 335  | 262  | 281  | 353  | 462  | 566  | 607  | 603  | 607  |

| 2015 | 2020 | 2022 | - | - | - | - | - | - |
| ---- | ---- | ---- | - | - | - | - | - | - |
| 705  | 736  | 749  | - | - | - | - | - | - |

### Enseignement
La commune est rattachée à l'académie de Grenoble.

### Médias
Historiquement, le quotidien à grand tirage Le Dauphiné libéré consacre, chaque jour, y compris le dimanche, dans son édition de l'Isère-Sud, un ou plusieurs articles à l'actualité de la communauté de communes, ainsi que des informations sur les éventuelles manifestations locales, les travaux routiers, et autres événements divers à caractère local.
La commune est située sur l'aire de diffusion de radio Ici Isère, une radio publique qui émet sur tout le territoire du département de l'Isère.

### Cultes
L'église (propriété de la commune) et la communauté catholique de Saint-Martin-de-la-Cluze dépendent de la paroisse Notre-Dame d'Esparron (Relais du Lac), elle-même rattachée au diocèse de Grenoble-Vienne.

## Culture locale et patrimoine

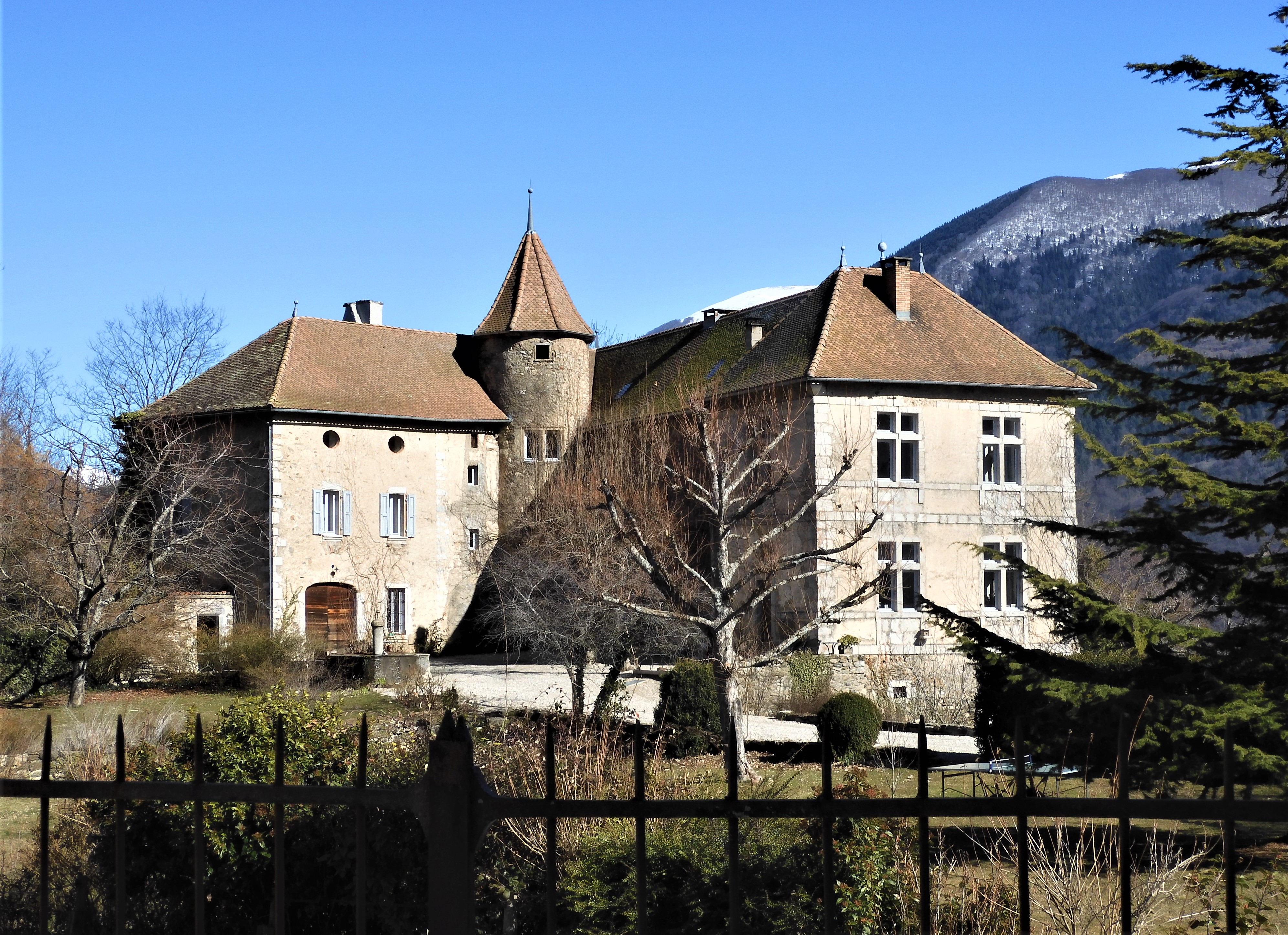
Château du Pâquier

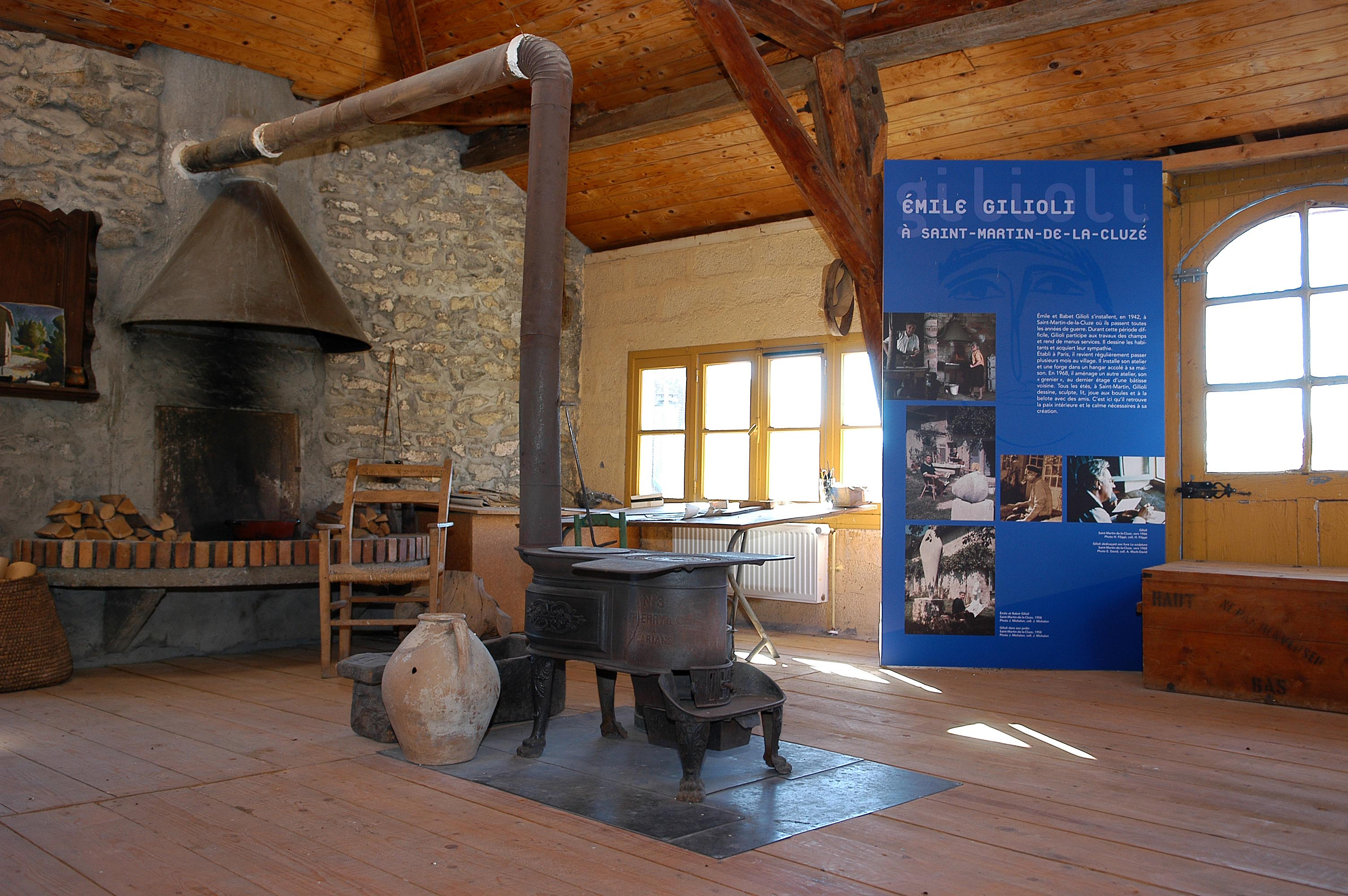
L'atelier Gilioli.

### Lieux et monuments
- L'église Saint-Christophe, du XIIe siècle, fait l'objet d'une inscription au titre des monuments historiques par arrêté du 28 octobre 1926[23].
- Église Saint-Martin.
- La chapelle romane du XIIe siècle (Saint-Christophe de Pâquier).
- Le château de Pâquier. Cette résidence construite par la branche de Valbonnais de la famille des Alleman[24], remplace probablement la vieille maison forte de la Cluze, masure dès le XVIe siècle. Si la demeure actuelle date du XVIIe siècle, sa construction a réutilisé des éléments du XVe siècle.
- Le Monument aux morts communal qui se présente sous la forme d'un obélisque érigé au centre du cimetière communal[25].

### Patrimoine culturel
- Atelier Gilioli. Maison et atelier du sculpteur Émile Gilioli, ouverts au public, avec exposition permanente.

### Personnalités liées à la commune
- Émile Gilioli, sculpteur. Ayant séjourné de 1942 à 1945 à Saint-Martin-de-la-Cluze, il y revint épisodiquement pendant de nombreuses années et souhaita y être inhumé.

### Héraldique
|  | Saint-Martin-de-la-Cluze possède des armoiries dont l'origine et le blasonnement exact ne sont pas disponibles. |